# Івановка (Єгор'євський район)
Іва́новка (рос. Ивановка) — село у складі Єгор'євського району Алтайського краю, Росія. Входить до складу Первомайської сільської ради.

## Населення
Населення — 1 особа (2010; 112 у 2002).
Національний склад (станом на 2002 рік):
- росіяни — 93 %